# À nous deux la vie
Pour plus de détails, voir Fiche technique et Distribution.
A nous deux la vie est un téléfilm français de 90 minutes réalisé par Alain Nahum en 1998.

## Synopsis
Fanny, 60 ans, revient à Paris après un périple de vingt ans en Afrique. Son arrivée va semer la zizanie dans la vie de sa fille Caroline et de son fils Alex...

## Fiche technique
- Réalisation : Alain Nahum
- Scénario et dialogues : Jacques Nahum, Béatrice Rubinstein
- Musique : Pascal Andreacchi
- Société de production : RTBF (Radio-télévision belge de la Communauté française), France 2
- Production : Jacques Nahum
- Pays d'origine :  France
- Langue : français
- Genre : Film dramatique
- Durée : 90 minutes
- Date de diffusion : 1998

## Distribution
- Line Renaud : Fanny
- Michel Duchaussoy : Gilbert
- Delphine Rich : Caroline
- Roger Pierre : Jérôme Dupuis
- Jean Sorel : David
- Julien Rochefort : Alex
- Naël Marandin : Mathieu
- Allison Issamou : Allison
- Philippe Ambrosini : Charlie
- Nadia Barentin : Jacqueline Desportes
- Ludivine Sagnier : Charlotte
- Delphine Sérina : Vanessa
- Vinciane Millereau : Sophie de Beaudouin
- Catherine Risack : Jessie
- Fifi Kikangala : Mara
- Ariane Fonteyne : Estelle
- Danièle Denie : Mme de Beaudoin